# Grube Kupferberg
Die Grube Kupferberg war ein Eisenbergwerk bei Sechshelden (Gemeinde Haiger) im Lahn-Dill-Kreis. Die Grube lag zwischen Sechshelden und Dillenburg in der Nähe der alten Bundesstraße 277. Abgebaut wurde Eisenstein. Der Betrieb begann 1868 und wurde vermutlich 1873 eingestellt. Der Stollen dürfte ca. 100 m Länge aufgewiesen haben. Das Stollenmundloch ist noch existent aber nicht öffentlich zugänglich (Privatgrundstück).